# 미럄 바이크셀브라운
미럄 바이크셀브라운(Mirjam Weichselbraun, 1981년 9월 27일 ~ )은 오스트리아의 사회자이다.